# 供应级快速战斗支援舰
供应级快速战斗支援舰（Supply-class fast combat support ship），是美國海軍一型补给舰。其用于为美国海军舰艇提供燃料、弹药、食品和其他补给，速度可以跟上航母战斗群。
供应级共建成4艘，皆在加利福尼亚州圣迭戈國家鋼鐵造船公司(NASSCO)建造。之前由美国海军水手操作。2000年代初后，改为主要以民间船员操作，现隶属于美國軍事海運司令部。

## 设计

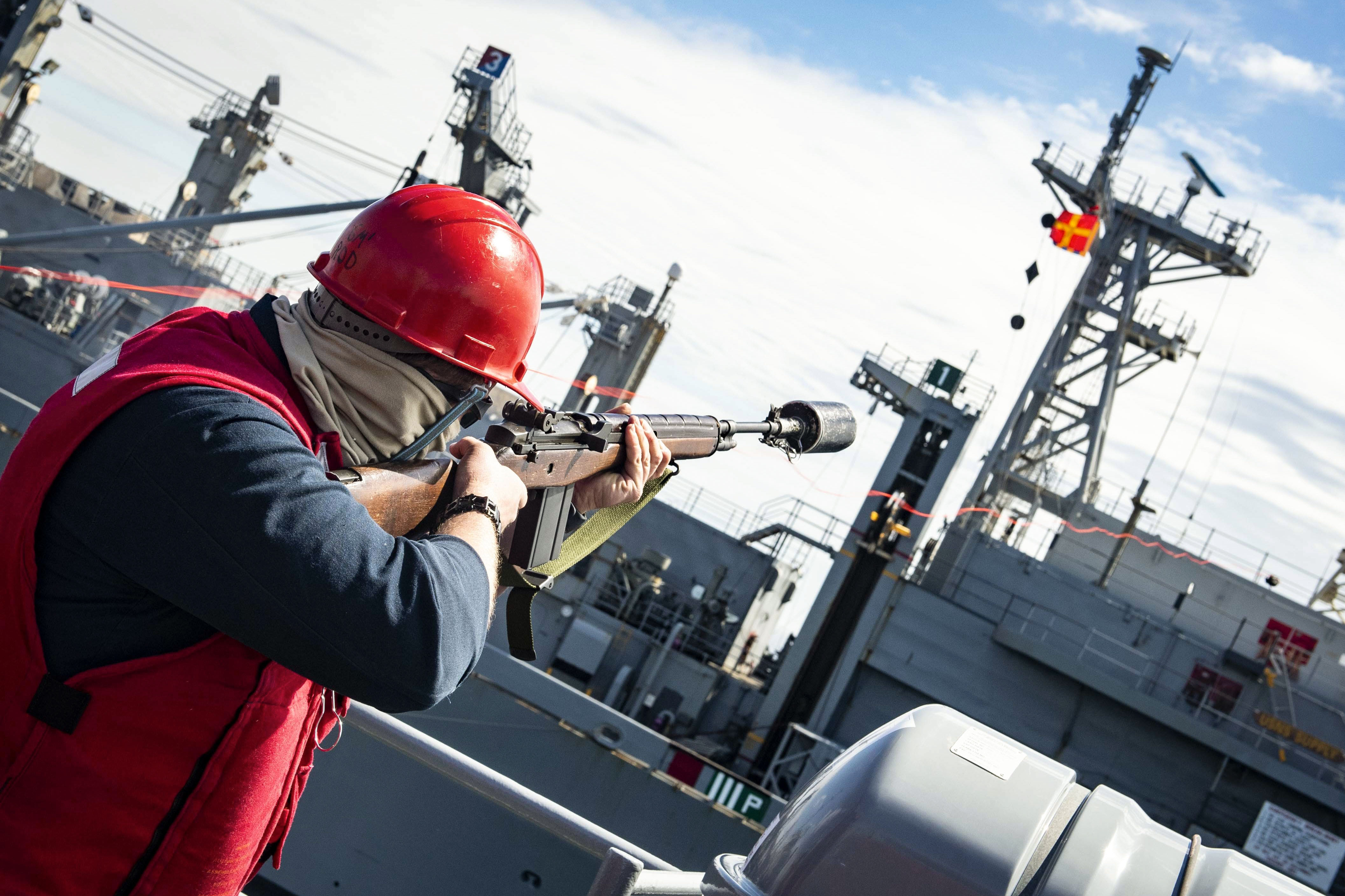
供应号船员发射一条补给线

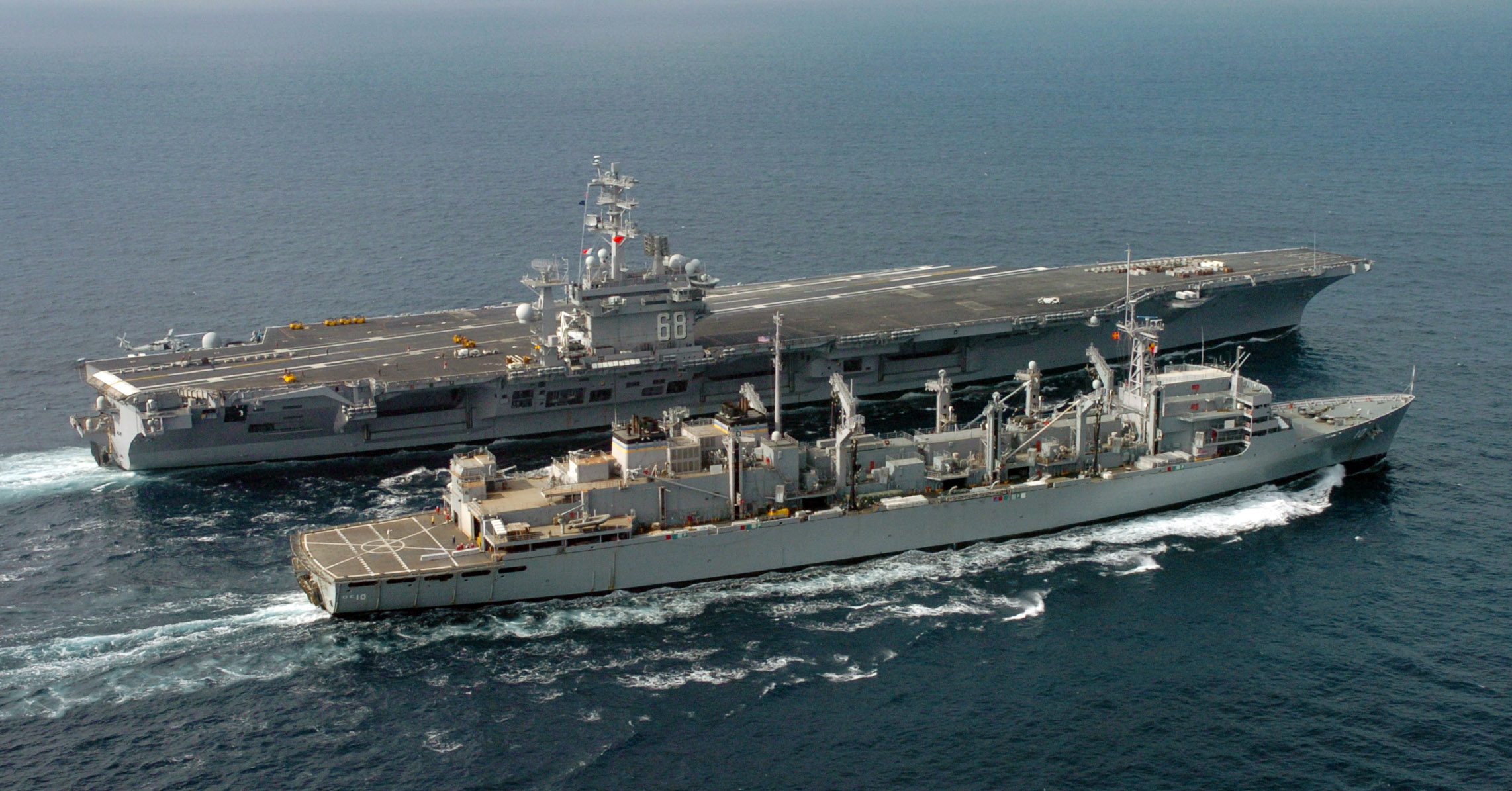
布里奇号在为尼米兹号航空母舰进行补给

### 运输补给
其可以进行舰船对接补给和直升机补给。其为一型综合补给舰，可以同时承担油船和干货船的任务。其拥有5个油料补给站（Fueling at Sea Station）和6个干货补给站（Replenishment at Sea Stations），4个10吨级起重臂，用于进行舰对舰补给。
- 船用柴油(DFM)，1,965,600加仑（皆为美制加仑）
- JP-5航空煤油，2,620,800加仑
- 弹药，1,800长吨
- 冷藏食品，400长吨
- 水，20,000加仑

### 武器装备
本级舰目前只携带多挺勃朗宁M2重机枪和一些小型武器。
在转到軍事海運司令部之前，曾装备如下武装，但后均被拆除：
- 1座海麻雀导弹系统
- 2座密集阵近防系统
- 2门Mk 38机炮
- 4挺勃朗宁M2重机枪
- 1套AN/SLQ-32(V)3电子战系统
- 4个诱饵发射器
- 1个NIXIE拖曳鱼雷诱饵

## 同级舰
- 在转到軍事海運司令部之前，各舰舰船分类为“AOE”，舰名使用“USS”开头。
- 在转到軍事海運司令部之后，各舰舰船分类为“T-AOE”，舰名使用“USNS”开头。"T-"表明其以民间船员为主。
- 目前两艘在役，T-AOE-6供应号和T-AOE-8北极号。[7]另外两艘进入后备舰队封存。[8][9]

| 舷号     | 舰名                  | 入役          | 退役                   | 命名由来      | 备注                      |
| -------- | --------------------- | ------------- | ---------------------- | ------------- | ------------------------- |
| T-AOE-6  | 供应号 USNS Supply    | 1994年2月26日 | -                      | -             | 2001年转到 軍事海運司令部 |
| T-AOE-7  | 雷尼尔号 USNS Rainier | 1995年1月21日 | 2016年9月30日 后备封存 | 雷尼尔山      | 2003年转到 軍事海運司令部 |
| T-AOE-8  | 北极号 USNS Arctic    | 1995年9月11日 | -                      | 北极          | 2002年转到 軍事海運司令部 |
| T-AOE-10 | 布里奇号 USNS Bridge  | 1998年8月5日  | 2014年9月30日 后备封存 | 霍雷肖·布里奇 | 2004年转到 軍事海運司令部 |